# Aeroportul Shakawe
Aeroportul Shakawe (IATA: SWX, ICAO: FBSW) este un aeroport din Shakawe⁠(d), Districtul North-West, Botswana, Botswana.
Situat la o altitudine de 1.032 m, aeroportul dispune de o singură pistă.